# Spudasmata
Spudasmata – Studien zur klassischen Philologie und ihren Grenzgebieten ist eine wissenschaftliche Schriftenreihe aus dem Bereich der Klassischen Altertumswissenschaften.
In der von Hildebrecht Hommel und Ernst Zinn 1965 begründeten Reihe werden vor allem Monografien, Aufsatzsammlungen, Fest- und Gedenkschriften im Bereich der Klassischen Philologie, aber auch ihrer Randgebiete und nicht zuletzt der Rezeptions- und Wissenschaftsgeschichte veröffentlicht. Mehr als ein Drittel der Bänder dieser Reihe sind Hochschulschriften: Dissertationen. Herausgegeben wird die Reihe heute von Irmgard Männlein-Robert und Anja Wolkenhauer. Sie erscheint im Georg Olms Verlag. Bis 2019 sind knapp 180 Bände erschienen. Neben Deutsch sind auch Englisch, Französisch und Italienisch gebräuchliche Publikationssprachen.
Zu den Autoren und Herausgebern der Reihe gehören unter anderem Michael von Albrecht, Kai Brodersen, William M. Calder III, Hubert Cancik, Manfred Clauss, Raban von Haehling, Gottfried Kiefner, Richard Klein, Ulrich Köpf, Werner Krenkel, Christiane Kunst, Manfred Landfester, Wilfried Nippel, Bernd Seidensticker, Holger Sonnabend, Hermann Strasburger und Ernst Zinn. Auch eine Mitschrift einer Ilias-Vorlesung aus dem Wintersemester 1887/88 von Ulrich von Wilamowitz-Moellendorff und eine Edition der Consul-Epigramme (Band 60) erschienen innerhalb der Reihe.